# Saint-Christophe-sur-Avre
Saint-Christophe-sur-Avre es una localidad y comuna francesa situada en la región de Alta Normandía, departamento de Eure, en el distrito de Évreux y cantón de Verneuil-sur-Avre.

## Demografía
| 315 | 375 | 409 | 405 | 343 | 360 | 333 | 321 | 319 | 301 | 299 | 285 | 284 | 266 | 271 | 254 | 240 | 242 | 220 | 210 | 186 | 203 | 209 | 195 | 181 | 176 | 163 | 148 | 138 | 142 | 152 | 151 |
| Para los censos de 1962 a 1999 la población legal corresponde a la población sin duplicidades (Fuente: INSEE [Consultar]) |     |     |     |     |     |     |     |     |     |     |     |     |     |     |     |     |     |     |     |     |     |     |     |     |     |     |     |     |     |     |     |